# Yuanxiao

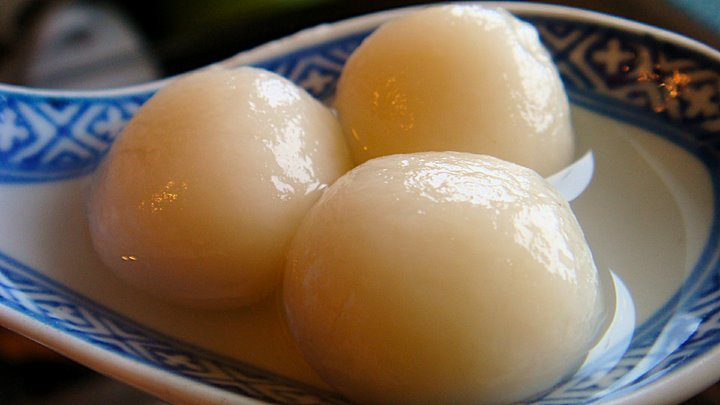
Trois yuánxiāo dans une cuillère chinoise.

Les yuánxiāo (元宵) sont des boulettes de farine de riz gluant (糯米 ; nuomi), fourrées de poudre de sésame ou d'arachide, et de sucre, ou de pâte de haricot azuki sucrée, consommées en soupe nommée tāngyuán, lors de la fête des lanternes (元宵节 ; yuánxiāojié), quinze jours après le Nouvel an chinois.